# Jill Adrian Kraye
Jill Adrian Kraye (* 27. August 1947 in Chicago) ist eine US-amerikanische Historikerin und Emerita am Londoner Warburg Institute.

## Leben
Kaye erwarb 1969 den B.A. in Geschichte an der University of California at Berkeley, 1970 den M.A. in Geschichte, 1973 den M.Phil. in Geschichte und 1991 den Ph.D. in Geschichte an der Columbia University. Seit 2004 ist sie Professorin für Geschichte der Renaissance-Philosophie am Warburg Institute in London.
Ihre Forschungsschwerpunkte sind Humanismus und Philosophie der Renaissance, der spätere Einfluss der klassischen Philosophie (Aristotelismus, Platonismus, Epikureismus und Stoizismus) sowie europäische Geistesgeschichte 1350–1650.

## Schriften (Auswahl)
- Classical traditions in Renaissance philosophy. Aldershot 2002, ISBN 0-86078-880-6.
- mit Risto Saarinen (Hrsg.): Moral philosophy on the threshold of modernity. Dordrecht 2005, ISBN 1-4020-3000-2.
- mit Luca Bianchi und Simon Gilson (Hrsg.): Vernacular Aristotelianism in Italy from the fourteenth to the seventeenth century. London 2016, ISBN 1-908590-52-1.
- mit Robert Black und Laura Nuvoloni (Hrsg.): Palaeography, manuscript illumination and humanism in Renaissance Italy. Studies in memory of A.C. de la Mare. London 2016, ISBN 1-908590-51-3.